# Matamala de Almazán
Matamala de Almazán est une commune espagnole de la province de Soria en Castille-et-León.